# منيجة وفاق
منيجة وفاق هي رائدة أعمال أفغانية وناشطة في مجال حقوق المرأة.

## المسيرة المهنية
حصلت منيجة وفاق على شهادة البكالوريوس في علم الاقتصاد قبل أن تقتحم مجال حقوق الإنسان عام 2002 من خلال عملها على مشاريع تنموية عديدة من أجل تمكين المرأة وتحقيق المساواة بين الجنسين. كما شاركت في تأليف دليل التدريب للمساواة بين الجنسين من الناحية القانونية في أفغانستان بالإضافة إلى دليل تدريب آخل يهتم بالتشجيع على البدء في الأعمال التجارية. وكانت قد دربت أكثر من 500 من موظفي الحكومة في كابول وباقي المحافظات قصد تعميم مراعاة المنظور الجنساني. وعملت 10 سنوات مع برنامج "السلام من خلال العمل"، وهو برنامج يتبع لمعهد التكوين الاقتصادي للمرأة (IEEW) حيث قامت فيه بتدريب أكثر من 250 سيدة أعمال أفغانية.
كانت وفاق واحدة من الأربع نساء المشاركات في الشركة الاستشارية في عام 2008 في كابول. وفي وقت لاحق انضمت لوفاق شقيقتها سانيا منيجة فقاما بإنشاء شركة عام 2012 تهتم بملابس المرأة التقليدية والعصرية وتبيعها في كل أنحاء أفغانستان. وعلى الرغم من أن جدول أعمالها مزدحم؛ إلا أن وفاق ملتزمة من أجل تمكين المرأة وتحقيق المساواة بين الجنسين وتشجيع النساء للعمل في المناصب العليا والمهمة التي كانت حكرا على الرجل في وقت من الأوقات. وشاركت في الدعوة من أجل المطالبة بحقوق المرأة من الناحية الاقتصادية وتميكنها من ولوج سوق الشغل بسهولة في بلدها الأم أفغانستان.